# TWiiNS
TWiiNS, conocidas anteriormente como Tweens y como Twice as Nice, es un dúo eslovaco de pop, integrado por las gemelas Daniela y Veronika Nízlová (Hronský Beňadik, Checoslovaquia, 15 de mayo de 1986).
Ganaron popularidad luego de haber representado a su país en el Festival de la Canción de Eurovisión 2011 con la canción "I'm still alive", además del lanzamiento de su sencillo "Boys, Boys, Boys", una versión de la canción "Boys (Summertime Love)" de la cantante italiana Sabrina Salerno.

## Carrera
Formaron parte del coro de Tereza Kerndlová, representante checa en el  en el Festival de la Canción de Eurovisión 2008 con la canción «Have some fun».
En 2011, el dúo fue elegido internamente por la cadena STV con la canción «I'm still alive» para representar a su país en el Festival de Eurovisión celebrado en Düsseldorf, Alemania. Finalmente, la canción, que compitió en la segunda semifinal, obtuvo el 12° puesto con 48 puntos, quedando fuera de la final.

## Vida personal
El 15 de mayo de 2010, Daniela Nízlová (ahora Jančichová) contrajo matrimonio con el mánager de TWiiNS, Braňo Jančích.

## Discografía
- Máme Čas (2001)
- Láska Chce Viac (2005)
- Compromise (2009)